# دبليو84
الدبليو84 (بالإنجليزية: W84) هو رأس حربي نووي حراري كان ضمن الترسانة النووية الأمريكية. كان يستخدم الرأس الحربي في الصاروخ الجوال بي جي إم-109جي حريفون، وهي الفئة التي يطلق من منصات إطلاق أرضية متحركة. قوة التفجير المتغير ما بين 0.2 و150 كيلوطن.
تم تطوير الدبليو80 من قبل لورنس ليفمور ناشيونال لابريتوري في عام 1973 وتم إنتاجه في عام 1983. بعد سحب الصاروخ البي جي إم-109جي جريفون من الخدمة تم وضع الرؤوس الحربية في الوضع الخامل.